# 27. honvedski pehotni polk (Avstro-Ogrska)
Za druge 27. polke glejte 27. polk.
27. honvedski pehotni polk (izvirno nemško k.u. Landwehr Infanterie Regiment Nr. 27; dobesedno slovensko: Cesarsko-madžarski honvedski pehotni polk št. 27) je bil pehotni polk avstro-ogrskega Honveda.

## Zgodovina
Polk je bil ustanovljen leta 1886.

### Prva svetovna vojna
Polkovna narodnostna sestava leta 1914 je bila sledeča: 84% Srbo-Hrvatov in 16% drugih.

## Poveljniki polka
- 1914: Alois Petkovic[3]